# Avanti c'è posto (saggio)
Avanti c'è posto. Storie e progetti del trasporto pubblico a Roma, raccoglie una serie di saggi di Walter Tocci, Italo Insolera e Domitilla Morandi sul trasporto pubblico a Roma e sulle proposte e sui progetti studiati a partire dagli anni novanta del XX secolo per il rilancio del tram.

## Contenuti
Il libro ripercorre gli studi e i provvedimenti maturati al Comune di Roma
negli anni 1993-2001 quando Walter Tocci era vicesindaco e assessore alla mobilità e Italo Insolera e Domitilla Morandi erano consulenti del Comune.
Walter Tocci ricostruisce la storia del tram a Roma, con particolare riferimento agli anni novanta, analizzando le relazioni del trasporto pubblico con i caratteri urbanistici, sociali e culturali della capitale.
Italo Insolera e Domitilla Morandi prendono in esame, con l'ausilio di una ricchissima documentazione fotografica, i progetti che interessarono la stazione Termini, i Lungotevere, l'Archeotram, l'acquedotto Alessandrino.
L'intento è di dimostrare che a Roma, e non solo, il traffico non esiste come problema settoriale, ma come epifenomeno della politica urbanistica seguita per oltre un secolo, nonché come conseguenza di una cultura urbana rimasta estranea alle grandi innovazioni europee pur nel tentativo di riconquistare il prestigio di capitale nazionale e mondiale. Come strumento concreto per avanzare in questa prospettiva il libro propone il rilancio del tram, secondo una tendenza ormai affermata pienamente in Europa.          

## Edizioni
- Italo Insolera, Walter Tocci, Domitilla Morandi, Avanti c’è posto, Donzelli editore,  pp. 256 e illustrazioni 73, cap. Otto, ISBN 978-88-6036-276-6.